# El Mehdi Maouhoub
El Mehdi Maouhoub (en arabe : المهدي موهوب), né le 5 juin 2003 à Casablanca (Maroc), est un footballeur marocain, qui évolue au poste d'attaquant au Dynamo Moscou.

## Carrière en club

### Les débuts dans l'élite avec le FUS et Soualem (2021-2023)
El Mehdi Maouhoub fait ses débuts en senior au FUS Rabat avec lequel il découvre la Botola D1 sous la houlette de Jamal Sellami. Il fait sa première apparition dans l'élite le 4 avril 2021 en étant titularisé face au Maghreb de Fès. Quant à son premier but, il est inscrit le 20 mai 2021 contre l'Ittihad Tanger.
Il est par la suite prêté à la Jeunesse sportive Soualem avec lequel il dispute la deuxième partie de la saison 2022-2023 en ayant joué 12 matchs et marqué à 7 reprises.

### Avec le Raja CA (2023-2024)
Le Raja le recrute lors de l'inter-saison 2023 pour un contrat le liant au club jusqu'en 2026. Il dispute son premier match le 17 septembre 2023 contre le MAS de Fès et inscrit son premier but avec le club casablancais le 6 janvier 2024 à Berrechid contre le Mouloudia Oujda. Le 14 février 2024, il se fait expulser contre le MAS Fès, juste avant la mi-temps, pour avoir récolté deux jaunes.
Pour son dixième match avec les Verts, il contribue à la victoire de son équipe en inscrivant les deux buts du match face au Hassania Agadir le 20 février 2024.
La saison 2023-2024 voit le Raja réaliser un exploit historique en remportant le doublé coupe-championnat sans aucune défaite. Les Verts ont pourchassé l'AS FAR depuis le début de la saison jusqu'à la 29e journée quand Adam Ennafati marque le coup franc décisif à la dernière minute contre le Wydad et les propulse à la tête du classement. Le 14 juin 2024, le club s'assure le titre en s'imposant face au Mouloudia d'Oujda (0-3) et bat également le record des points avec 72 unités. Le 1er juillet, le Raja enchaîne avec une quatorzième victoire de suite en battant l'AS FAR encore une fois en finale de la Coupe du trône pour s'assurer le troisième doublé de son histoire.

### FK Dynamo Moscou (depuis 2024)
Le 27 juillet 2024, il s'engage pour cinq saisons au FK Dynamo Moscou pour un montant de 18 millions de dirhams.

## Carrière internationale
El Mehdi Maouhoub connaît l'équipe du Maroc des -20 ans. Il dispute le tournoi de l'UNAF qualificatif à la CAN 2021. Durant ledit tournoi, El Mehdi s'illustre notamment contre l'Algérie en inscrivant l'unique but du match. Mais Maouhoub est sanctionné par l'UNAF pour un geste antisportif après son but marqué,. Le Maroc se qualifie néanmoins pour la phase finale.
Il dispute donc la phase finale de la CAN en février 2021. Compétition à l'issue de laquelle, le Maroc est éliminé au stade des quarts de finale par la Tunisie aux tirs au but. Maouhoub joue l'ensemble des matchs du tournoi, organisé en Mauritanie.
Le 4 juillet 2024, il est sélectionné par Tarik Sektioui dans une liste de 22 joueurs avec le Maroc olympique pour prendre part aux Jeux olympiques 2024

## Statistiques

### Statistiques en club
Le tableau suivant recense les statistiques d'El Mehdi Maouhoub :
| Compétition    | Matchs | Titu. | Buts |
| -------------- | ------ | ----- | ---- |
| Botola Pro D1  | 69     | 39    | 18   |
| Coupe du Trône | 4      | 3     | 2    |
| Total          | 73     | 42    | 20   |

### Sélections avec les U23
Le tableau suivant liste les rencontres de l'équipe du Maroc U23 des catégories des jeunes dans lesquelles Mehdi Maouhoub a été sélectionné depuis le 26 mars 2024.
| Catégorie | Date            | Lieu          | Adversaire     | Résultat | Minutes | Compétition     | Buts | Passes | Capitaine | Club          |
| --------- | --------------- | ------------- | -------------- | -------- | ------- | --------------- | ---- | ------ | --------- | ------------- |
| Maroc U23 | 26 mars 2024    | Antalya       | Pays de Galles | 2 – 0    | 69 min  | Match amical    | 0    | 0      | Non       | Raja CA       |
| Maroc U23 | 4 juin 2024     | Rabat         | Belgique       | 2 – 2    | 18 min  | Match amical    | 1    | 0      | Non       | Raja CA       |
| Maroc U23 | 27 juillet 2024 | Saint-Étienne | Ukraine        | 2 – 1    | 13 min  | Jeux olympiques | 0    | 0      | Non       | Dynamo Moscou |
| Maroc U23 | 30 juillet 2024 | Nice          | Irak           | 3 – 0    | 29 min  | Jeux olympiques | 0    | 0      | Non       | Dynamo Moscou |
| Maroc U23 | 2 août 2024     | Paris         | États-Unis     | 4 – 0    | 10 min  | Jeux olympiques | 1    | 0      | Non       | Dynamo Moscou |
| Maroc U23 | 5 août 2024     | Marseille     | Espagne        | 2 – 1    | 9 min   | Jeux olympiques | 0    | 0      | Non       | Dynamo Moscou |
| Maroc U23 | 8 août 2024     | Nantes        | Égypte         | 0 – 6    | 12 min  | Jeux olympiques | 0    | 0      | Non       | Dynamo Moscou |

## Palmarès

### En club
Raja CA
- Botola Pro :
  - Champion : 2023-24
- Coupe du Trône :
  - Vainqueur : 2022-23
  - Finaliste : 2021-22

### En sélection
Maroc -23 ans
- Jeux olympiques
  -  Bronze : Paris 2024